# Artur Uhrberg
Artur Uhrberg, född 15 augusti 1889 på Tjärnö i norra Bohuslän, död 5 mars 1964 i Göteborg, var en svensk författare, kartritare, målare och tecknare.
Han var son till fyrvaktaren Johan Emil Johansson Uhrberg och Olivia Johansdotter och från 1922 gift med Olga Maria Elisabeth Levin. Uhrberg var som konstnär autodidakt. Han hämtade sina motiv från Bohusläns skärgård som han avbildade i teckningar med kol, blyerts eller krita. Flera av hans teckningar återges i de böcker han skrev om Bohuslän. Uhrberg arbetade även som kåsör och tecknare för flera olika dagstidningar.